# Phương pháp Ferber
Phương pháp Ferber, hoặc Ferberization, là một kỹ thuật được phát minh bởi Tiến sĩ Richard Ferber để giải quyết trẻ vấn đề về giấc ngủ của trẻ sơ sinh. Nó liên quan đến "huấn luyện sớm" trẻ em biết tự vỗ về bản thân bằng cách để trẻ khóc trong một khoảng thời gian nhất định trước khi nhận được sự vỗ về từ người khác.

## "Để trẻ khóc"
Phương pháp "Để trẻ khóc" (Cry it out - CIO) có thể được bắt nguồn từ cuốn sách "Việc chăm sóc và cho trẻ em ăn" được viết bởi Tiến sĩ Emmett Holt ở 1895. CIO là bất kỳ phương pháp luyện ngủ nào mà để một em bé khóc trong một khoảng thời gian cụ thể trước khi bố mẹ dỗ dành bé. "Ferberization" là một cách tiếp cận như vậy. Ferber không ủng hộ việc đơn giản là cứ để bé khóc. Những phương pháp cực đoan hơn, như phương pháp tuyệt chủng của tiến sĩ Marc Weissbluth, thường bị được gọi một cách nhầm lẫn là "Ferberization", mặc dù chúng nằm ngoài những hướng dẫn mà Ferber đề nghị. Một vài bác sĩ nhi khoa, cảm thấy rằng bất kỳ hình thức nào của CIO đều không cần thiết và gây tổn thương cho một em bé.

## Tóm tắt Ferberization
Tiến sĩ Richard Ferber thảo luận và vạch ra một loạt các bài tập thực hành để dạy một đứa trẻ sơ sinh vào giấc ngủ. Thuật ngữ ferberization bây giờ thường sử dụng để nói đến các kỹ thuật sau đây:
- Tiến hành các bước để chuẩn bị cho bé ngủ. Việc này bao gồm các trình tự ban đêm và  hoạt động ban ngày.
- Đến giờ ngủ, để trẻ ở giường và rời khỏi phòng.
- Quay lại phòng sau những quãng thời gian tăng dần để an ủi các bé (mà không bế bé lên). Ví dụ, vào đêm đầu tiên, một số tình huống cần sự quay lại lần đầu sau ba phút, sau đó, sau năm phút, và sau đó, sau mỗi mười phút, cho đến khi em bé ngủ.
- Mỗi đêm tiếp theo, trở lại sau những khoảng thời gian lâu hơn những đêm trước. Ví dụ như, đêm thứ hai có thể cần sự quay lại lần đầu sau năm phút, sau đó sau mười phút, và sau đó, sau mỗi mười hai phút, cho đến khi em bé ngủ.

Các kỹ thuật này được hướng đến trẻ sơ sinh từ bốn tháng tuổi. Một vài bé có thể ngủ tròn giấc suốt đêm ở tháng thứ ba, và hầu hết các bé có thể ngủ trọn đêm ở tháng thứ sáu. Trước sáu tháng tuổi, các em bé có thể vẫn cần được ăn trong đêm và có thể các bé trước ba tháng tuổi sẽ cần được cho ăn đêm một lần.
Ferber có một số thay đổi trong ấn bản năm 2006 cuốn sách Giải Quyết Vấn đề Giấc Ngủ Của Con Bạn của ông. Ông cởi mở hơn với việc ngủ cùng và cảm thấy các phương pháp khác nhau hiệu quả với các gia đình, trẻ em và tình huống khác nhau.

## Những lời chỉ trích
Khóc có liên quan đến căng thẳng về mặt sinh lý ngắn hạn ở trẻ, vài bác sĩ khoa nhi không khuyến khích các kỹ thuật như "controlled crying" (khóc có kiểm soát) và "camping out" (một phiên bản nhẹ nhàng hơn của CIO, bố mẹ sẽ ngồi cạnh bé trong những đêm đầu tiên, thì thầm an ủi bé khi bé tỉnh, và ngồi với khoảng cách xa dần theo thời gian) dựa trên việc các phương pháp này có thể gây ra ảnh hưởng tâm lý và thể chất lâu dài. Một nghiên cứu xem xét các hệ quả dài hạn ở trẻ em trên bảy tháng tuổi kết luận rằng không thấy những lợi ích hay tác hại gì (của những phương pháp này).Tuy nhiên, không có dữ liệu về trẻ em dưới bảy tháng tuổi. ngủ cùng, một phương pháp phổ biến khác, có những lợi ích và rủi ro của riêng của nó, bao gồm cả cái chết.

## Trong văn hóa đại chúng
- Robert De Niro là nhân vật trong phim Gặp các Fockers cố gắng dùng Phương pháp Ferber trong việc dạy cháu trai của ông.
- Trong  Gia đình Hiện đại tập Thức Suốt Đêm Cameron và Mitchell đã cố gắng để luyện ngủ cho Lily, con gái của họ.
- Trong Nuôi Hy Vọng tập Luyện Ngủ, ông bà của Hope cố gắng luyện ngủ cháu mình.
- Trong  Khao Khát Em tập Cuộc Trò Chuyện, Jamie thuyết phục Paul thử một đêm với các phương pháp luyện ngủ Ferber. Suốt quá trình này họ phải đối đầu với những vấn đề nảy sinh về mặt đạo đức và tâm lý.
- Trong Cổ Cồn Trắng tập Mua Chứng Khoán, Mozzie cáo buộc vú em Karen của Diana Berrigan là một Ferberizer.